# 18839 Вайтлі
18839 Вайтлі (18839 Whiteley) — астероїд головного поясу, відкритий 5 серпня 1999 року.
Тіссеранів параметр щодо Юпітера — 3,229.